# Olga Wiktorowna Potylizyna
Olga Wiktorowna Potylizyna (russisch Ольга Викторовна Потылицына; englische Transkription Olga Viktorovna Potylitsyna, bei der IBSF Olga Potylitsina; * 17. September 1989 in Krasnojarsk) ist eine russische Skeletonsportlerin.
Olga Potylizyna lebt in Moskau. Sie begann 2007 mit dem Skeletonsport und gehört seit 2008 dem russischen Nationalkader an. In Winterberg gab sie 2008 ihr Debüt im Skeleton-Europacup und erreichte als Drittplatzierte schon in ihrem ersten Rennen eine Podiumsplatzierung. Die folgenden Rennen der Europacup-Saison verliefen durchweg weniger erfolgreich. Einzig zum Saisonfinale in Cesana kam sie als Viertplatzierte nochmals in die Nähe der Podestränge. Bei der Junioren-Weltmeisterschaft in Königssee, die Potylizynas Saisonhöhepunkt wurden, erreichte die Russin den siebten Platz. Die folgende Saison begann Potylizyna im Skeleton-Intercontinentalcup, erreichte aber abgesehen von einem zehnten Rang im vierten und letzten Rennen in Cesana nie Plätze unter den besten 15. In der restlichen Saison kam die Russin im Europacup zum Einsatz, erreichte dort meist einstellige Platzierungen, kam aber einzig in Igls als Viertplatzierte in die Nähe des Podiums. Zur Saison 2010/11 nahm Potylizyna erstmals am Skeleton-Weltcup teil. In Whistler auf der Olympiabahn der Vorsaison kam sie im ersten Weltcup-Rennen auf den 17. Platz. Das beste Resultat war ein vierter Platz in Igls, hinzu kamen drei weitere Ergebnisse in den Top 10. Sie beendete die Saison auf Platz 9 im Gesamtranking. Bei der Europameisterschaft und Weltmeisterschaft 2011 wurde sie jeweils Fünfte.
Im ersten Rennen der Saison 2011/12 gelang Potylizyna in Igls ihr erster Weltcup-Sieg. Dies blieb jedoch ihre einzige Podestplatzierung im Weltcup und es reichte in der Gesamtwertung nur zu Rang 14, unter anderem wegen eines Sturzes in Königssee und da sie zwei Weltcuprennen ausließ. Bei der Junioren-WM in Igls gewann sie die Silbermedaille hinter Elizabeth Yarnold. 2012/13 nahm sie bis auf ein Rennen am Weltcup teil und erreichte als beste Ergebnisse zwei sechste Plätze, wobei sie durch den sechsten Rang in Igls zeitgleich mit Anja Huber Bronze bei der Europameisterschaft gewann. In der olympischen Saison 2013/14 startete sie nach zwei vierten Rängen zum Auftakt im Intercontinentalcup erneut im Weltcup, wo ihr bestes Saisonresultat ebenfalls ein vierter Platz war. Bei den anschließend stattfindenden Olympischen Spielen von Sotschi erreichte sie den fünften Platz. Die Saison 2014/15 bestritt Potylizyna hauptsächlich im Intercontinentalcup und belegte dort den vierten Platz in der Gesamtwertung. Erst in der zweiten Saisonhälfte nahm sie an zwei Weltcuprennen teil, wo sie 14. und 15. wurde. Zu Beginn der Saison 2015/16 gewann sie in Altenberg erstmals ein Rennen im Europacup.
Ende 2016 wurde Potylizyna neben Alexander Tretjakow, Jelena Nikitina und Marija Orlowa im Zuge der Ermittlungen infolge des McLaren-Reports wegen mutmaßlicher Dopingvergehen während der Olympischen Spiele 2014 von Sotschi suspendiert. 2017 erhielt sie eine lebenslange Olympia-Sperre.